# Military Intelligence Division
Die Military Intelligence Division (MID) war die Nachrichtendienstabteilung der United States Army. Teile existieren bis heute im INSCOM. Die Abteilung ging aus der im Mai 1917 gegründeten Military Intelligence Section hervor, die ab Februar 1918 zunächst als Military Intelligence Branch fungierte, ehe sie dann ab Juni 1918 Military Intelligence Division hieß. Im März 1942 erfolgte die Reorganisation der Abteilung zum Military Intelligence Service.

## MID im Zweiten Weltkrieg
Die MID war beauftragt, die Militäreinrichtungen und ihr Personal gegen Spionage, Sabotage und Subversion abzusichern, sowie Kriegsministerium und Armeeführung mit Informationen zu beliefern. Auf Basis des Hatch Act (2. August 1939) und des Selective Training and Service Act (September 1940) wurden Personen entfernt, die „politischen Parteien oder Organisationen angehören, die die Überwindung unserer konstitutionellen Regierungsform anstreben.“ Gemeint waren besonders US-Kommunisten.
Zum Zeitpunkt des Angriffs auf Pearl Harbor besaß die MID auch eine Gegenspionage-Abteilung (Counter Intelligence Branch) mit sechs Sektionen: innere Aufklärung, Untersuchungen, Klärung von Anlagen, Schutz von Militärinformationen, Spezialaufgaben und Militärpolizei. Die Aufgabenverteilung mit dem US-Marinegeheimdienst Office of Naval Intelligence und dem FBI wurde wegen kriegsbedingter Umstrukturierungen mehrfach neu geregelt. In der Folge wurde der Military Intelligence Service (MIS) innerhalb des MID geschaffen.

## Heute
Der Heeresgeheimdienst der USA heißt heute United States Army Intelligence.